# لوناکونینگ (مریلند)
لوناکونینگ (به انگلیسی: Lonaconing) شهری در ایالت مریلند کشور ایالات متحده آمریکا است که جمعیت آن در سرشماری سال ۲۰۱۰ میلادی، ۱٬۲۱۴ نفر بوده‌است.